# Hieracium ascendens
Hieracium ascendens es una especie de planta con flor del género Hieracium, de la familia Asteraceae, orden Asterales.

## Distribución
Hieracium ascendens se distribuye por Noruega.

## Taxonomía
Fue descrita científicamente por Omang. Fue publicada en Arkiv Bot., Stockh., Andra, Ser. 1: 196.